# Unbeflecktes Herz Mariä

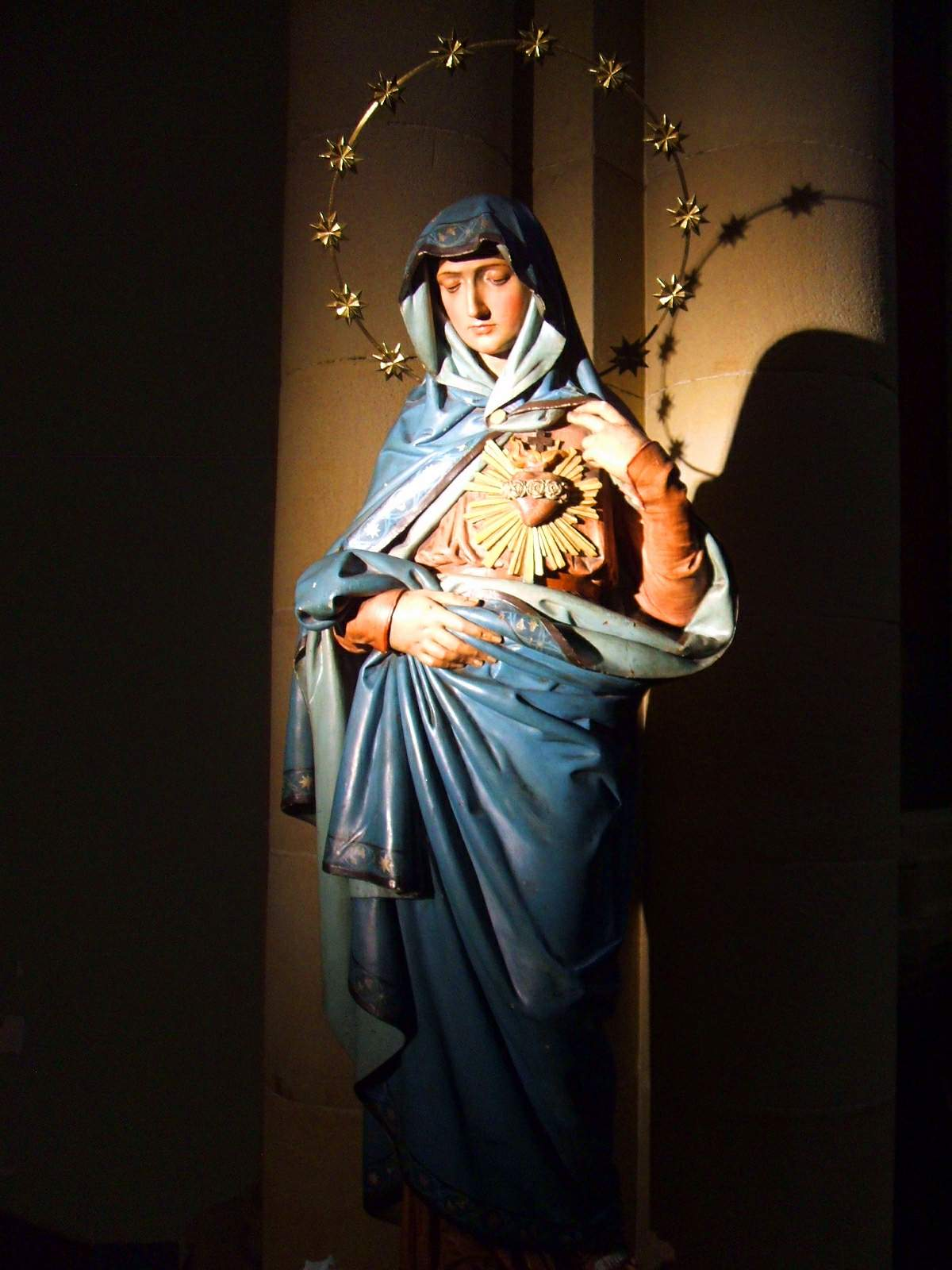
Unbeflecktes Herz Mariens, Statue unserer lieben Frau in der Kirche St. Franziskus in Bilbao

Der Begriff Unbeflecktes Herz Mariä bezieht sich auf Maria (Mutter Jesu) und deren Verehrung. Die Verehrung des „unbefleckten Herzens Mariä“ ist eine Ausdrucksform der römisch-katholischen Spiritualität. Sie äußert sich in liturgischen Festen, Patrozinien von Kirchen und Ordensgemeinschaften und in Weihehandlungen.

## Theologischer Kerngedanke
Die Herz-Mariä-Verehrung richtet sich auf Maria, die Mutter Jesu, als Person, die ihr innerstes Sein, Verstand, Gedächtnis, Willen und Liebesfähigkeit Gott und den Menschen widmete und sich dem Heilswerk ihres Sohnes unterordnete.

„Du [Gott, allmächtiger Vater] hast der seligen Jungfrau Maria ein kluges und verständiges Herz geschenkt, bereit, auf dich zu hören und deinen Weisungen in allem zu folgen; ein neues und mildes Herz, in das du selbst das Gesetz des Neuen Bundes geschrieben hast; ein schlichtes und reines Herz, mit dem sie als Jungfrau deinen Sohn empfing und mit dem sie dich schauen darf in ewiger Freude; ein waches und starkes Herz, das das Schwert des Leidens furchtlos ertrug und die Auferstehung des Sohnes gläubig erwartete.“

Die Grundtexte aus dem Evangelium sind Lk 2,19  bzw. Lk 2,51 : „Maria bewahrte alles, was geschehen war, in ihrem Herzen“.

## Entstehung und Ausformungen

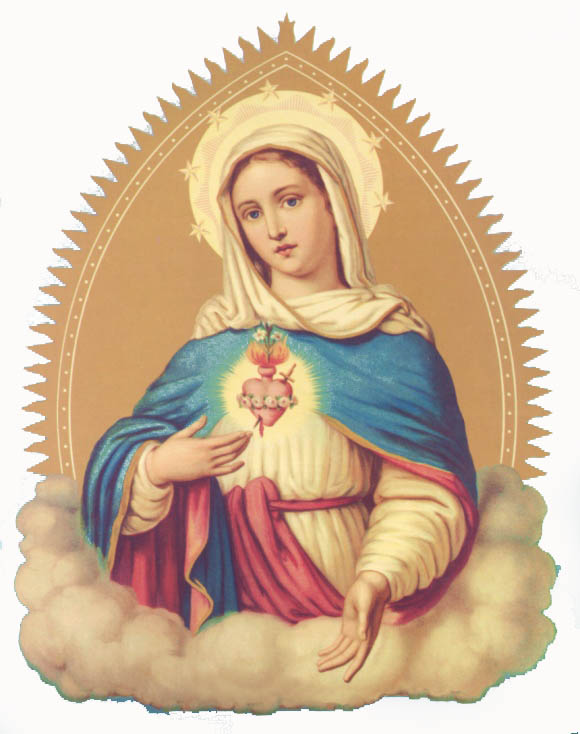
Andachtsbild

Schon bei den Kirchenvätern gab es Elemente einer Herz-Mariä-Verehrung, so zum Beispiel in Werken von Augustinus, Johannes Chrysostomos, Ephräm dem Syrer. Auch bei Prudentius, Fabius Claudius Gordianus Fulgentius und Leo dem Großen finden sich Bezüge.
Im 13. Jahrhundert kamen Impulse zur Herz-Mariä-Verehrung von dem Spanier Ricardo de San Lorenzo († nach 1254), durch Mechthild von Hackeborn und ihr Buch geistlicher Gnaden sowie durch Gertrud von Helfta und ihr Werk Gesandter der göttlichen Liebe. Besonders bedeutsam im 14. Jahrhundert war Ernst von Pardubitz; auch Birgitta von Schweden schrieb über das Herz Mariä; im 15. Jahrhundert waren es Lorenzo Giustiniani († 1456) und Bernhardin von Siena; im 16. Jahrhundert Johannes Justus von Landsberg, Louis de Blois, Fray Luis de Granada, Petrus Canisius und Franz von Sales.
Im 17. und 18. Jahrhundert konnte sich die Herz-Mariä-Verehrung entfalten. Pierre Kardinal de Bérulle und seine École française de spiritualité begeisterten viele für diese Devotionsform. Einen besonderen Impuls erhielt sie durch Johannes Eudes, Schüler Bérulles, und sein Hauptwerk Le Cœur admirable de la très Sainte Mère de Dieu. Die Bedeutung von Eudes für die Herz-Mariä-Verehrung wurde insbesondere von den Päpsten Leo XIII. (3. Januar 1903) und Pius X. (11. April 1909) hervorgehoben. Auch Schriften der Jesuiten Giovanni Pietro Pinamonti, Jean Croiset und Joseph de Gallifet trugen zur Verbreitung bei. Im 17. Jahrhundert wurde die Herz-Mariä-Verehrung insbesondere vom Jansenismus abgelehnt und bekämpft.
Eingang in die Liturgie erhielt die Herz-Mariä-Verehrung im Jahr 1643 auch durch Johannes Eudes und die von ihm gegründete „Kongregation von Jesus und Maria“ (Eudisten) und durch ein Ideenfest, das vom Bischof von Autun im Jahr 1648 eingeführt wurde. Eine Andacht wurde im Jahr 1668 vom Kardinallegaten Louis I. de Bourbon, duc de Vendôme approbiert. Papst Pius IX. führte am 21. Juli 1855 eine Votivmesse, ein Offizium und ein eigenes Fest des reinsten Herzens Mariä ein.

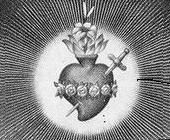
Darstellung des unbefleckten Herzens Mariens auf einem Andachtsbildchen

Papst Pius XII. führte am 4. Mai 1944 das Herz-Mariä-Fest verbindlich für die ganze Kirche als Fest II. Klasse ein, das am 22. August gefeiert wurde. Nach dem Zweiten Vatikanischen Konzil römischen Generalkalender ist dieses Marienfest (gebotener Gedenktag, bis 1996 nichtgebotener Gedenktag) auf den Tag nach dem Hochfest des Heiligsten Herzens Jesu festgesetzt, also am dritten Samstag nach Pfingsten.
Im 20. Jahrhundert erhielt die Verehrung des unbefleckten Herzens Mariens im Jahr 1917 einen Impuls durch die Visionen der Lúcia dos Santos in Fátima. Daraus entwickelten sich die Andachten zum unbefleckten Herzen Mariens und der sogenannten Sühnesamstage. Am 31. Oktober 1942 und noch einmal am 8. Dezember 1942, dem Hochfest der Unbefleckten Empfängnis, weihte Papst Pius XII. die Kirche und die Menschheit dem unbefleckten Herzen Mariä.
Rund einen Monat nach dem Beginn der Invasion Russlands in die Ukraine 2022 weihte Papst Franziskus am 25. März 2022, am Fest Verkündigung des Herrn,  Russland und die Ukraine dem unbefleckten Herzen Mariens, um den beiden Ländern einen noch engeren Beistand der Mutter Jesu zuteilwerden zu lassen. Dem schlossen sich weltweit viele Priester und Bischöfe an.

### Datum des Gedenktages
- 2022: 25. Juni
- 2023: 17. Juni
- 2024: 8. Juni
- 2025: 28. Juni
- 2026: 13. Juni
- 2027: 5. Juni
- 2028: 24. Juni
- 2029: 9. Juni
- 2030: 29. Juni

## Ikonographie
In der Ikonographie wird das Herz Mariens, analog zu Darstellungen des heiligsten Herzens Jesu, meist mit einem Kranz aus Rosen umwunden und von einem Schwert durchbohrt dargestellt. Die Rosen symbolisieren die Jungfräulichkeit und Reinheit Mariens, das Schwert veranschaulicht die Verheißung Simeons an Maria aus dem Lukasevangelium (Lk 2,35 ), wonach ein Schwert ihre Seele durchdringen werde. Eine ähnliche Darstellung, in der das Herz Mariens von sieben Schwertern durchbohrt wird, symbolisiert die sieben Schmerzen Mariens.

## Patrozinien
Kirchen siehe Herz-Mariä-Kirche

### Ordensgemeinschaften mit dem Patrozinium des unbefleckten Herzens Mariens
- Eudisten, Kongregation von Jesus und Maria
- Claretiner
- Spiritaner
- Kongregation der Franziskanerinnen von Salzkotten
- Kongregation vom Unbefleckten Herzen Mariens
- Benediktinerinnen vom Unbefleckten Herzen Mariens
- Gesellschaft der Töchter vom Herzen Mariä
- Hermanas Adoratrices del Santissimo Sacramento del Inmaculado Corazón de Maria (dt.: Anbetungsschwestern des Allerheiligsten Sakramentes vom Unbefleckten Herzen Mariens)
- Schwestern vom Heiligen Herzen der Unbefleckten Jungfrau Maria

## Weihe der Welt an das Unbefleckte Herz Mariens
Die ganze Welt wurde wiederholt von verschiedenen Päpsten dem Unbefleckten Herzen Mariens geweiht:
- Pius XII., 31. Oktober 1942:

„Rosenkranzkönigin, Du Hilfe der Christen, Zuflucht der Menschheit und Siegerin in allen Schlachten Gottes! Flehend werfen wir uns vor deinem Throne nieder. Wir sind sicher, Barmherzigkeit und Gnade und wirksame Hilfe im gegenwärtigen Unheil zu erlangen. Wir maßen uns nicht an, dies auf Grund unserer Verdienste zu erwarten, sondern hoffen es einzig von der unermesslichen Güte Deines mütterlichen Herzens.
Dir, deinem unbefleckten Herzen, vertrauen wir uns in dieser schicksalsschweren Stunde der Menschheitsgeschichte an; dir weihen wir uns in Vereinigung mit der heiligen Kirche, dem mystischen Leibe Deines Jesus, der in so vielen Seiner Glieder leidet und blutet und so vielfach gemartert wird; dir weihen wir uns mit der ganzen Welt, die, von wilder Zwietracht zerfleischt, im Brande des Hasses lodert, ein Opfer ihrer eigenen Bosheit.
Lass dich bewegen durch den Anblick von so viel materiellen und sittlichem Elend, von so viel Schmerz und Angst von Vätern und Müttern, Gatten, Geschwistern und unschuldigen Kindern, so vieler Leben, die in der Blüte der Jahre gebrochen sind, so viele Leiber, die in diesem entsetzlichen Blutbad zerrissen wurden, so vieler gequälter und leidender Seelen, so vieler, die in Gefahr sind, auf ewig verloren zu gehen! O Mutter der Barmherzigkeit, erlange uns von Gott den Frieden!“

- Paul VI., 21. November 1964
- Johannes Paul II., 13. Mai 1982
- Johannes Paul II. zusammen mit allen Bischöfen der Erde, 25. März 1984
- Franziskus, 13. Oktober 2013, 25. März 2022 (Ukraine und Russland)

## Länder, die dem Unbefleckten Herzen Mariens geweiht sind
Mehrere Nationen wurden von ihren jeweiligen Bischöfen dem Unbefleckten Herzen Mariens geweiht, insbesondere:
- Ecuador (1892)
- Portugal (13. Mai 1931 – 13. Mai 1938)
- Frankreich (22. November 1940, 28. März 1943)
- Niederlande und Belgien (15. August 1943)
- Polen (8. September 1946 - 4. Juni 1979 - 6. Juni 2017, Bischof Stanisław Gądecki)
- Japan (1947)
- Österreich (18. Mai 1947, Kardinal Theodor Innitzer)
- Kanada (22. Juni 1947 - 26. September 2017)
- Brasilien (1948)
- Argentinien (1948)
- Australien (1948)
- England und Wales (1948 - 20. Februar 2017, Kardinal Vincent Nichols)
- Bolivien (12. Oktober 1948 - 15. April 2018)
- Indonesien (1951)
- Deutschland (4. September 1954)
- Spanien (12. Oktober 1954 - 25. Mai 2005)
- Italien (13. September 1959)
- Vereinigte Staaten (19. November 1959)
- Schweiz (8. Dezember 1960)
- Angola (13. Oktober 1985)
- Samoa (7. Dezember 2007, 3. Dezember 2017, Erzbischof Alapati Lui Mataeliga)
- Dominikanische Republik (25. September 2008, Kardinal Nicolás de Jesús López Rodríguez)
- Philippinen (8. Juni 2013, 4. Mai 2018)
- Libanon und die Länder des Nahen Ostens (16. Juni 2013)
- Irland (15. August 2013, Kardinal Seán Brady)
- Ukraine (23. Oktober 2016, Bischof Swjatoslaw Schewtschuk)
- Kongo (4. Februar 2017, Kardinal Pietro Parolin)
- Panama (9. März 2017, Abz. José Domingo Ulloa Mendieta)
- Russland und Länder Zentralasiens (13. Mai 2017, Kardinal Paul Josef Cordes)
- Schottland (3. September 2017)
- Afghanistan (13. Oktober 2017, von Superior Giovanni Scalese)
- Nigeria (13. Oktober 2017)
- Litauen (11. Februar 2018, Erzbischof Gintaras Linas Grušas)
- Nicaragua (28. April 2018, von Kardinal Leopoldo José Brenes Solórzano und Weihbischof Silvio José Báez Ortega OCD)

## Städte, die dem Unbefleckten Herzen Mariens geweiht sind
- Aleppo, Syrien (13. Mai 2017)
- Detroit, Vereinigte Staaten (13. Mai 2017)

## Diözesen, die dem Unbefleckten Herzen Mariens geweiht sind

### Heiliger Stuhl
- Personalordinariat Kathedra Petri (15. Oktober 2017, Bischof Steven J. Lopes)

### Europa

#### Deutschland
- Erzbistum Freiburg (15. August 2017, Erzbischof Stephan Burger)[7][8]
- Erzbistum Berlin (15. August 2021, Dem Herzen Jesu und dem Herzen der Gottesmutter, Erzbischof Heiner Koch)
- Bistum Augsburg (25. März 2021, Bischof Bertram Meier)
- Bistum Passau (25. März 2021, Dem Herzen Jesu und dem Herzen der Gottesmutter, Bischof Stefan Oster)

#### Österreich
- Diözese Linz (8. Dezember 2015, Bischof Ludwig Schwarz)

#### Portugal
- Alle 21 portugiesischen Diözesen (13. Mai 2016, Kardinal Manuel Clemente zusammen mit allen Bischöfen von Portugal)

#### Polen
- Alle 42 polnischen Diözesen (9. September 2017, Erzbischof Stanisław Gądecki zusammen mit allen polnischen Bischöfen)

#### Niederlande
- Alle niederländischen Diözesen (13. Mai 2017, Kardinal Willem J. Eijk zusammen mit allen Bischöfen der Niederlande)

#### Italien
- Bistum Chioggia, Venetien (10. Oktober 1954, Bischof Giovanni Battista Piasentini)
- Bistum Reggio Emilia-Guastalla, Emilia-Romagna (13. Mai 2017, Bischof Massimo Camisasca)
- Bistum Pavia, Lombardei (13. Mai 2017, Bischof Corrado Sanguineti)
- Bistum Carpi, Emilia-Romagna (16. September 2017, Bischof Francesco Cavina)
- Bistum Ischia, Kampanien (13. Oktober 2017, Bischof Pietro Lagnese)
- Bistum Cesena-Sarsina, Emilia-Romagna (8. Dezember 2017, Bischof Douglas Regattieri)
- Bistum Ariano Irpino-Lacedonia, Kampanien (8. Dezember 2017, Bischof Sergio Melillo)
- Bistum San Miniato, Toskana (12. Mai 2017, Bischof Andrea Migliavacca)

- Erzbistum Syrakus, Sizilien (1. September 2018, Erzbischof Salvatore Pappalardo)
- Erzbistum Vercelli, Piemont (13. Oktober 2018, Erzbischof Marco Arnolfo)
- Erzbistum Potenza, Basilikata (30. Oktober 2018, Erzbischof Salvatore Ligorio)

#### Frankreich
- Bistum Fréjus-Toulon (18. Mai 2008, Bischof Dominique Rey)
- Bistum Bayonne (8. Juni 2014, Bischof Marc Aillet)
- Bistum Angoulême (7. Mai 2017, Bischof Hervé Gosselin)
- Erzbistum Bordeaux (13. Mai 2017, Kardinal Jean-Pierre Ricard)
- Erzbistum Avignon (8. Dezember 2017, Erzbischof Jean-Pierre Cattenoz)
- Erzbistum Aix-Arles (8. Dezember 2017, Erzbischof Christophe Dufour)
- Bistum Vannes (8. Dezember 2017, Bischof Raymond Centène)
- Bistum Perpignan-Elne (8. Dezember 2017, Bischof Norbert Turini)
- Bistum Tulle (30. September 2018, Bischof Francis Bestion)
- Bistum Nevers (8. September 2018, Bischof Thierry Brac de la Perrière)

#### Spanien
- Bistum Alcalá de Henares (12. Juni 2010, Bischof Juan Antonio Reig Plá)
- Bistum Cuenca (8. Dezember 2015, Bischof José María Yanguas Sanz)
- Erzbistum Valladolid (10. Juni 2017, Erzbischof Luis Javier Argüello García)
- Bistum San Sebastián (14. Mai 2017, Bischof José Ignacio Munilla)
- Erzbistum Valencia (28. Juni 2018, Kardinal Antonio Cañizares Llovera)
- Bistum Getafe (7. Dezember 2018, Bischof Ginés Ramón García Beltrán)

#### England
- Bistum Shrewsbury (13. Oktober 2013, Bischof Mark Davies)

#### Schottland
- Erzbistum Saint Andrews und Edinburgh (20. Oktober 2017, Erzbischof Leo Cushley)

#### Finnland
- Bistum Helsinki (8. Dezember 2005, Bischof Józef Wróbel)

### Nordamerika

#### Vereinigte Staaten
- Bistum Green Bay, Wisconsin (10. September 2009, Bischof David Ricken)
- Bistum Springfield-Cape Girardeau, Missouri (25. März 2010, Bischof James Vann Johnston)
- Bistum Winona, Minnesota (8. September 2011, Bischof John M. Quinn)
- Erzbistum Oklahoma City, Oklahoma (13. Oktober 2013, Erzbischof Paul S. Coakley)
- Erzbistum Portland, Oregon (28. Juni 2014, Erzbischof Alexander K. Sample)
- Erzbistum Milwaukee, Wisconsin (7. Oktober 2016, Erzbischof Jerome E. Listecki)
- Bistum Madison, Wisconsin (7. Oktober 2016, Bischof Robert Morlino)
- Bistum La Crosse, Wisconsin (7. Oktober 2016, Bischof William P. Callahan)
- Bistum Superior, Wisconsin (7. Oktober 2016, Bischof James Patrick Powers)
- Bistum Birmingham, Alabama (14. Januar 2017, Bischof Robert J. Baker)
- Bistum Tyler, Texas (13. Mai 2017, Bischof Joseph E. Strickland)
- Bistum Kansas City-Saint Joseph, Missouri (13. Mai 2017, Bischof James Vann Johnston)
- Bistum Providence, Rhode Island (13. Mai 2016, Bischof Thomas J. Tobin)
- Erzbistum Detroit, Michigan (13. Mai 2017, Erzbischof Allen H. Vigneron)
- Bistum Paterson, New Jersey (13. Mai 2017, Bischof Arthur J. Serratelli)
- Bistum Fargo, North Dakota (13.–14. Mai 2017, Bischof John T. Folda)
- Bistum Worcester, Massachusetts (3. Juni 2017, Bischof Robert J. McManus)
- Bistum San Angelo, Texas (27. September 2017, Bischof Michael J. Sis)
- Erzbistum San Francisco, Kalifornien (7. Oktober 2017, Erzbischof Salvatore J. Cordileone)
- Bistum Jackson, Mississippi (8. Oktober 2017, Bischof Joseph Kopacz)
- Erzbistum Louisville, Kentucky (8. Oktober 2017, Erzbischof Joseph E. Kurtz)
- Bistum Phoenix, Arizona (13. Oktober 2017, Bischof Thomas J. Olmsted)
- Erzbistum Denver, Colorado (13. Oktober 2017, Erzbischof Samuel J. Aquila)
- Erzbistum Saint Paul und Minneapolis, Minnesota (13. Oktober 2017, Erzbischof Bernard Hebda)
- Erzbistum Philadelphia, Pennsylvania (15. Oktober 2017, Erzbischof Charles J. Chaput)
- Bistum Colorado Springs, Colorado (15. Oktober 2017, Bischof Michael J. Sheridan)
- Bistum Albany, New York (8. Dezember 2017, Bischof Edward B. Scharfenberger)
- Bistum Santa Rosa, Kalifornien (8.–12. Dezember 2017, Bischof Robert Vasa)
- Bistum Austin, Texas (10. Dezember 2017, Bischof Joe S. Vásquez)
- Bistum Saint Petersburg, Florida (6. Mai 2018, Bischof Gregory Parkes)

#### Kanada
- Erzbistum Montréal (23. November 2013, Erzbischof Christian Lépine)
- Erzbistum Ottawa-Cornwall (1. Juli 2017, Erzbischof Terrence Thomas Prendergast)
- Bistum Victoria (1. Juli 2017, Bischof Gary Michael Gordon)
- Erzbistum Saint John’s (1. Juli 2017, Erzbischof Martin William Currie)
- Erzbistum Edmonton (1. Juli 2017, Erzbischof Richard William Smith)
- Bistum Calgary (1. Juli 2017, Bischof William Terrence McGrattan)
- Erzbistum Toronto (1. Juli 2017, Kardinal Thomas Christopher Collins)
- Erzbistum Vancouver (2. Juli 2017, Erzbischof John Michael Miller)
- Erzbistum Québec (2. Juli 2017, Kardinal Gérald Cyprien Lacroix)
- Bistum Trois-Rivières (15. August 2017, Bischof Luc-André Bouchard)
- Bistum Nicolet (8. Dezember 2017, Bischof André Gazaille)

### Südamerika

#### Mexiko
- Erzbistum Monterrey (23. November 2013, Erzbischof Rogelio Cabrera López)
- Erzbistum Mexiko (12. Dezember 2014, Kardinal Juan Sandoval Íñiguez)

#### Venezuela
- Erzbistum Maracaibo (13. Oktober 2017, Erzbischof Ubaldo Ramón Santana Sequera)
- Bistum Machiques (8. Dezember 2017, Bischof Ramiro Díaz)

#### Kolumbien
- Erzbistum Barranquilla (9. Juni 2018, Erzbischof Pablo Emiro Salas Anteliz)

#### Uruguay
- Erzbistum Montevideo (8. Oktober 2017, Kardinal Daniel Sturla)

#### Brasilien
- Bistum São Luiz de Cáceres (22. Mai 2016, Bischof Antônio Emídio Vilar)

### Ozeanien

#### Australien
- Erzbistum Hobart, Tasmanien (13. Mai 2017, Erzbischof Julian Porteous)

#### Neuseeland
- Erzbistum Wellington (8. Dezember 2016, Kardinal John Atcherley Dew)

#### Samoa
- Erzbistum Samoa-Apia (7. Dezember 2007, Erzbischof Alapati Lui Mataeliga)

### Asien

#### Philippinen
- Alle 89 philippinischen Diözesen (4. Mai 2018, Kardinal Romulo Valles zusammen mit allen Bischöfen der Philippinen)

#### Indien
- Erzbistum Bombay (13. Mai 2017, Kardinal Oswald Gracias)
- Erzbistum Goa und Daman (13. Mai 2017, Erzbischof Filipe Neri Ferrão)

### Afrika

#### Angola
- Bistum Uíje (23. April 2017, Bischof Emílio Sumbelelo)